# Sant Joan de Lledó
Sant Joan del Lledó és una ermita prop del centre rural de Sant Martí Sarroca (Alt Penedès). És una obra protegida com a bé cultural d'interès local.

## Descripció
Està ubicada en un entorn rural de conreu de vinya de ben segur que ha estat testimoni mut de conflictes entre els remences, de contractes de rabassa morta, de l'aparició de la fil·loxera… però també de la prosperitat dels seus habitants, de creixements demogràfics, de canvis... Sant Joan de Lledó és una petita esglesiola d'origen romànic, la fàbrica de la qual ha estat modificada al llarg dels anys. És un dels múltiples testimonis que s'emmarquen en el moviment repoblador d'aquestes terres de frontera.
És una capella d'una sola nau rectangular amb una edificació lateral afegida, la sagristia, que té forma d'absis preromànic. Té contraforts laterals i absis sobrealçat, amb una finestra romànica, en època barroca. Té porta a la façana de ponent amb arquivolta i al damunt, un ull de bou calat i un campanar de cadireta refet. La capella es troba enmig de vinyes, ametllers i oliveres.